# О̆
О̆ (minúscula: о̆; cursiva: О̆ о̆) es una letra del alfabeto cirílico. En todas sus formas, esta letra es un homoglifo de la letra latina O con breve (Ŏ ŏ Ŏ ŏ).
О̆  está utilizado en los idiomas itelmen y janty.

## Códigos de computación
Esta letra no tiene un carácter predefinido en unicode, ni en otros sistemas de codificación cirílicos, por lo que esté es resultado de una combinación de 2 caracteres: la О y el ̆ .
| Caracter                    | О                                             | О                                             | о                                           | о                                           | ̆                                | ̆                                |
| --------------------------- | --------------------------------------------- | --------------------------------------------- | ------------------------------------------- | ------------------------------------------- | ------------------------------- | ------------------------------- |
| Nombre unicode              | CYRILLIC CAPITAL LETTER O WITH INVERTED BREVE | CYRILLIC CAPITAL LETTER O WITH INVERTED BREVE | CYRILLIC SMALL LETTER O WITH INVERTED BREVE | CYRILLIC SMALL LETTER O WITH INVERTED BREVE | COMBINING INVERTED BREVE ACCENT | COMBINING INVERTED BREVE ACCENT |
| Codificaciones              | Decimal                                       | hex                                           | dec                                         | hex                                         | dec                             | hex                             |
| Unicode                     | 1054                                          | U+041E                                        | 1086                                        | U+043E                                      | 774                             | U+0306                          |
| UTF-8                       | 208 158                                       | D0 9E                                         | 208 190                                     | D0 BE                                       | 204 134                         | CC 86                           |
| Numeric character reference | &#1054;                                       | &#x41E;                                       | &#1086;                                     | &#x43E;                                     | &#774;                          | &#x306;                         |